# Zofia Porembska

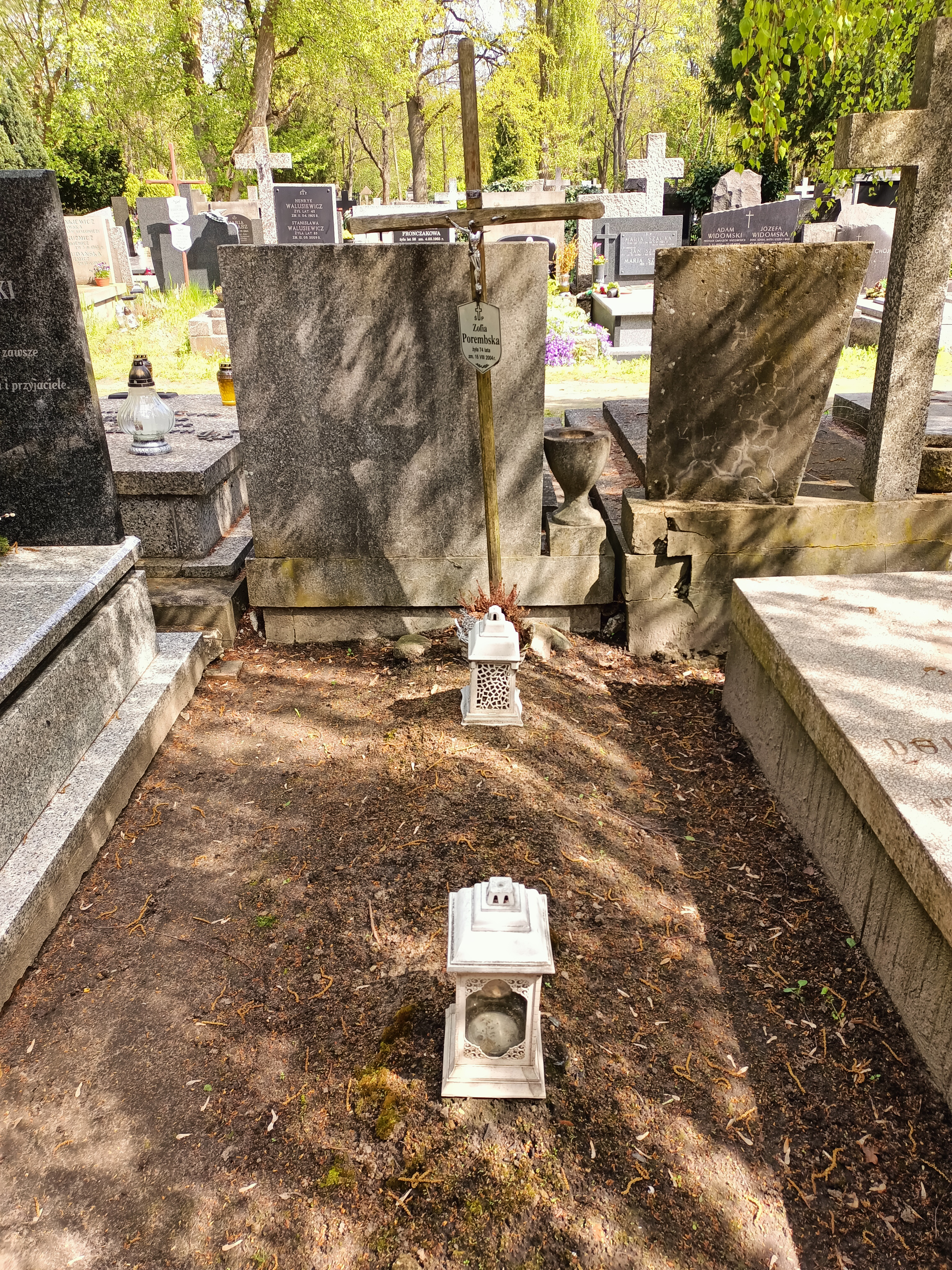
Grób Zofii Porembskiej na cmentarzu Powązkowskim w Warszawie (2023)

Zofia Porembska (ur. 8 października 1930 w Lidzie, zm. 16 sierpnia 2004 w Warszawie) – polski profesor nauk medycznych, specjalistka w zakresie biochemii, wieloletnia wykładowczyni Akademii Medycznej w Warszawie (1953–2004).

## Życiorys
Absolwentka VI Liceum Ogólnokształcącego im. Tadeusza Reytana w Warszawie (1949) i studiów z zakresu stomatologii na Wydziale Stomatologicznym Akademii Medycznej w Warszawie (dyplom lekarza dentysty, 1953). W 1964 roku uzyskała stopień naukowy doktora nauk medycznych na podstawie rozprawy Cykl mocznikowy u motyla Celerio euphorbiae oraz ślimaka Helix pomatia, obronionej w Akademii Medycznej w Warszawie, a w 1972 roku habilitowała się tamże w zakresie biochemii na podstawie pracy Wykazanie i badanie izoenzymów arginazy w tkankach ssaków. W 1994 roku otrzymała tytuł profesora nauk medycznych
W 1953 roku rozpoczęła pracę w Akademii Medycznej w Warszawie, od 1990 profesor nadzwyczajny. W latach 1986–1992 pełniła funkcję prezesa Polskiego Towarzystwa Biochemicznego. W 2004 roku przeszła na emeryturę.
Pochowana na cmentarzu Powązkowskim w Warszawie (kwatera 146c, rząd 2, miejsce 25).

## Publikacje książkowe
- Wykazanie i badanie izoenzymów arginazy w tkankach ssaków, Warszawa 1972
- ATPazy: budowa i funkcja (wraz z Wiesławą Leśniak), Warszawa 1992
- Budowa i funkcja błony komórkowej (wraz z Wiesławą Leśniak), Warszawa 1993